# Murcia Open (Grand Prix)
Il Murcia Open è stato un torneo di tennis facente parte del Grand Prix giocato nel 1977 a Murcia in Spagna su campi in terra rossa.

## Albo d'oro

### Singolare
| Anno | Vincitore     | Finalista      | Punteggio     |
| ---- | ------------- | -------------- | ------------- |
| 1977 | José Higueras | Buster Mottram | 6–4, 6–0, 6–3 |

### Doppio
| Anno | Vincitori                           | Finalisti                          | Punteggio |
| ---- | ----------------------------------- | ---------------------------------- | --------- |
| 1977 | Patrice Dominguez François Jauffret | Patricio Cornejo Hans Gildemeister | 7–5, 6–2  |